# Iglesia de la Santa Madre de Dios de Belén (Tiflis)
Iglesia de la Santa Madre de Dios de Belén (en georgiano: ზემო ბეთლემის მაცხოვრის შობის ტაძარი, zemo betlemis matskhovris shobis tadzari; en armenio: Բեթղեհեմի Սուրբ Աստվածածին եկեղեցի o Betlehemi Surb Astvatsatsin yekeghetsi; también conocida actualmente como Iglesia del Alto Belén) es una iglesia de Tiflis, Georgia. Construida como iglesia armenia en el siglo XVIII, en el emplazamiento de una iglesia más antigua, en la actualidad funciona como Iglesia ortodoxa georgiana.

## Historia
La iglesia de Betlemi Superior se encuentra a los pies de la fortaleza de Narikala, en el distrito de Kldis-Ubani (distrito de Roch) de Tiflis. En primer lugar se fundó la capilla, pero el director de la construcción el sacerdote Gregorio murió y fue enterrado cerca de la capilla. La obra fue terminada por su nieto Barsegh. Durante mucho tiempo se celebraron oficios en esa capilla. y la iglesia quedó inacabada. Las partes superiores, construidas en piedra negra, fueron edificadas por Agha-Meliq Bebutyan, participante de la cruzada india de Nadir Shah y muerto en batalla contra el Turcos en 1724. Invitó a dos monjas del Monasterio de Santa Yekaterina de Nueva Julfa. Su hijo Meliq Avetis construyó la valla. Según los sacerdotes de la iglesia Melikset y Mesrop Ter-Grigoryan la nueva iglesia fue fundada por el sacerdote Sargis en cooperación con Khoja-Parukh, Baghdasar, Harutyun y Stepan. La fundación de la capilla fue a finales del siglo XIII. La construcción de una iglesia más grande se llevó a cabo durante el reinado del catolicós Eghiazar (1681-1691) y Alexander (1706-1714). Durante la segunda mitad del siglo XVIII el arcipreste de la iglesia era Mkhitar, que fue asesinado por Agha Mohammed Khan por negarse a mostrar el escondite donde se guardaban los tesoros de la iglesia. Después de Mikhtar, su hijo Stepanos se convierte en el Prior, "un sacerdote dotado", muy descrito en los guiones. En 1981, durante unas excavaciones en el interior de la iglesia, se encontró el sótano de la capilla. La iglesia está dirigida por el padre Ioane Rostiashvili.

## Apropiación georgiana
En 1994, la iglesia quedó bajo el control de la Iglesia Ortodoxa Georgiana. En 1990, la cruz armenia original de la iglesia fue eliminada. En 1990-1991, el fresco armenio del interior de la cúpula que representaba al Santo Padre fue borrado.  Además, el retablo armenio, construido originalmente en 1898, junto con la inscripción armenia que atestiguaba su construcción, fue completamente destruido a principios de 1990. La pila para el bautismo también fue completamente destruida. El khachkar armenio con inscripciones de finales del siglo XVII fue retirado de la entrada y posteriormente desapareció.

## Galería

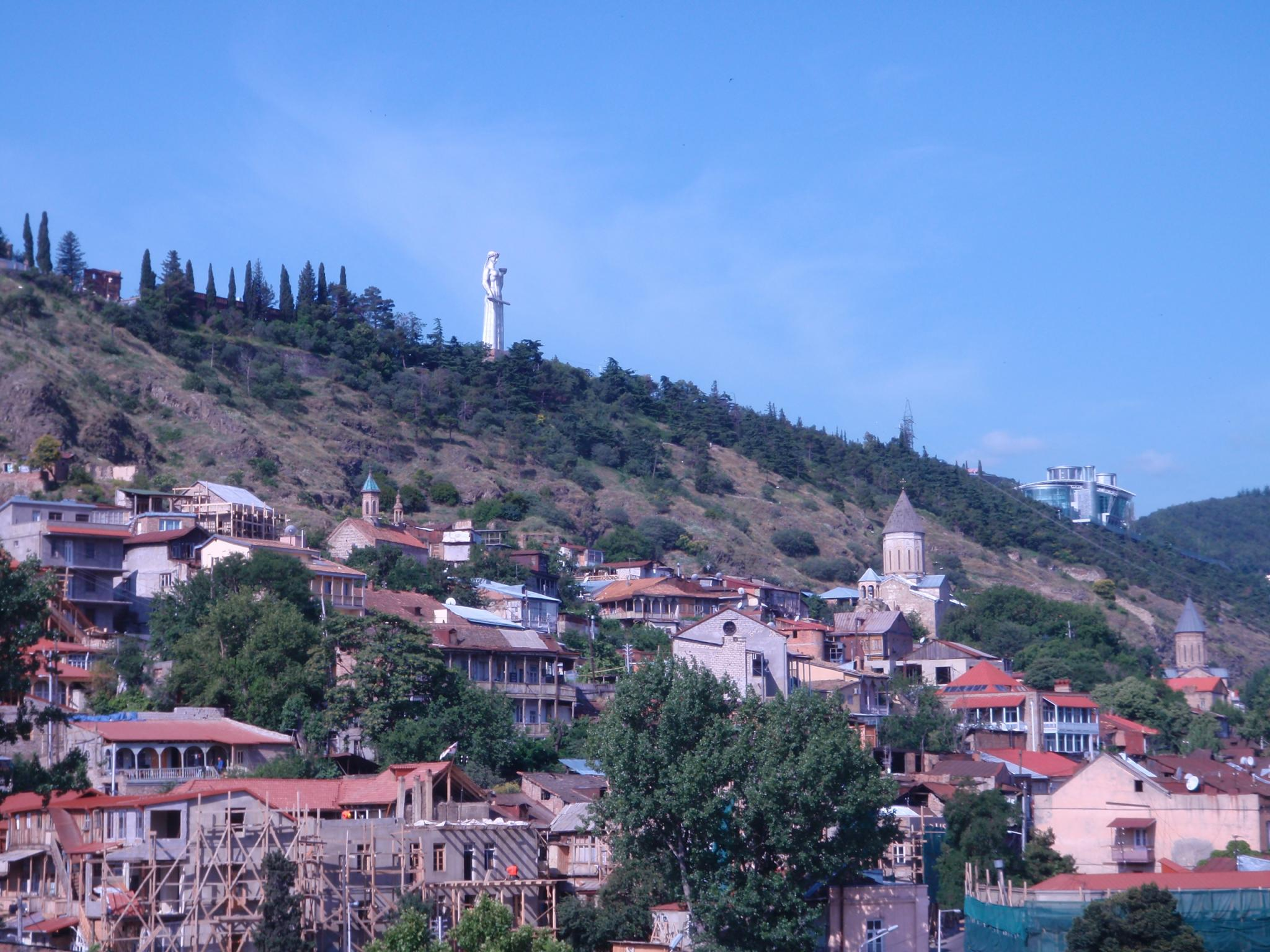
Vista de la iglesia de la Santa Madre de Dios (en el centro) y otras dos iglesias armenias en el casco antiguo de Tiflis: San Esteban (extremo derecho) e San Jorge (centro izquierda)
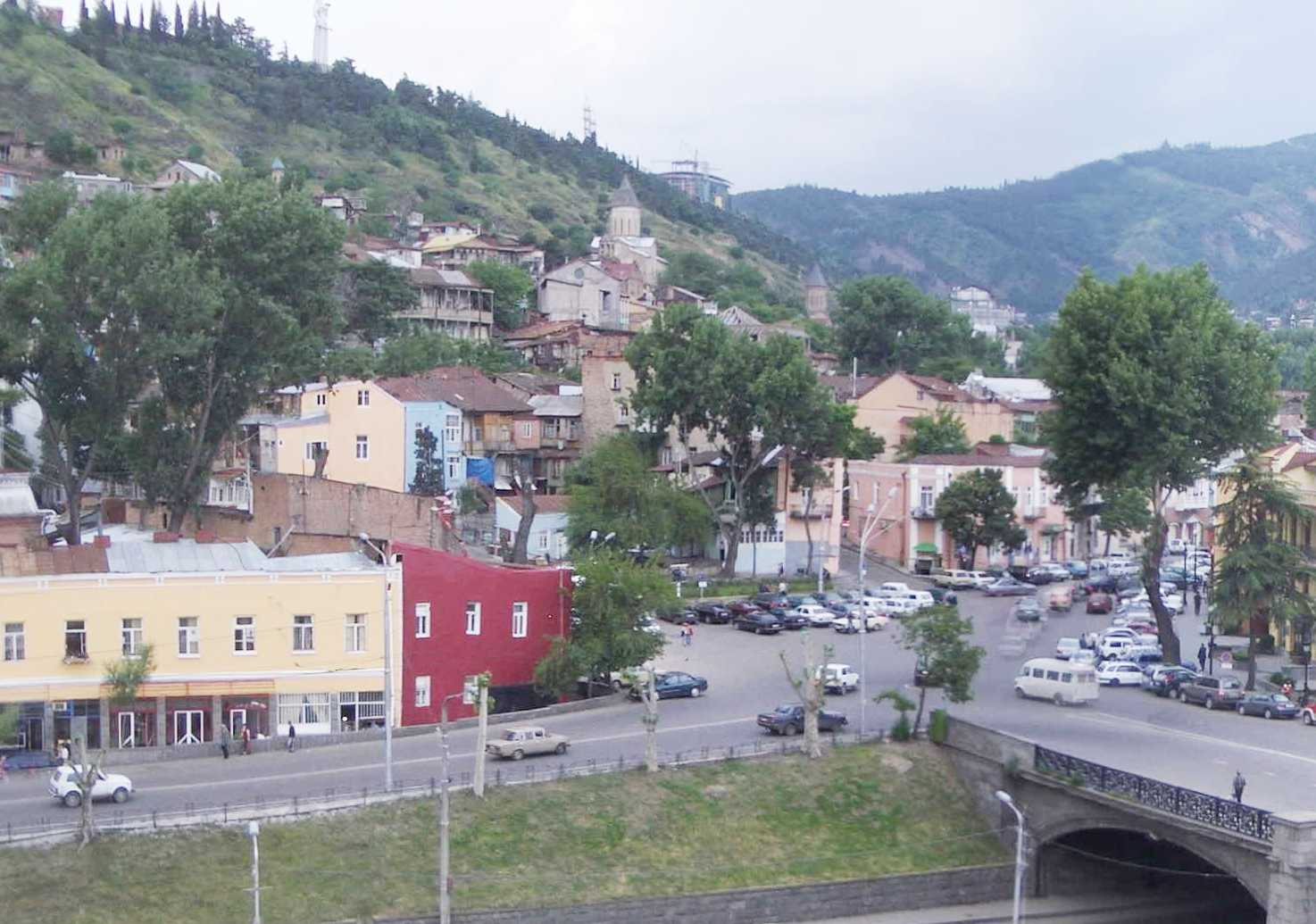
Otra vista del Barrio Armenio con la Iglesia de San Belén (arriba en el centro)
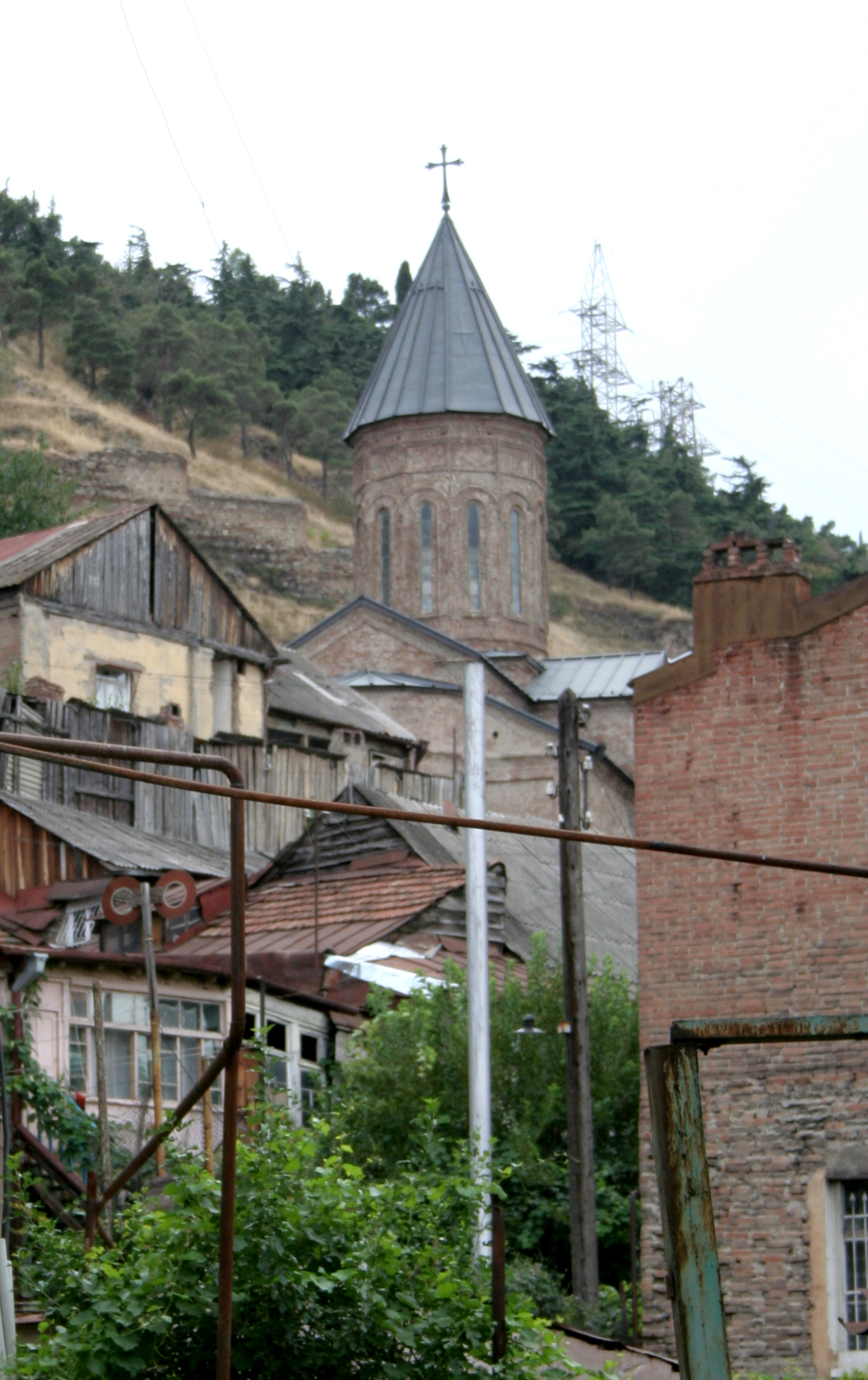